# Fagus hayatae
Fagus hayatae — вид квіткових рослин з родини букових (Fagaceae). Ареал охоплює такі країни: Тайвань.

## Біоморфологічна характеристика
Це однодомне листопадне дерево до 20 м заввишки. Зимові бруньки до 1.5 см. Листя розташоване по черзі на гілках. Листкова пластинка ромбоподібно-яйцеподібна, 3–7 см, в молодому віці вкрита шовковистим запушенням, зрештою гола, за винятком залозистих цяток і пучків волосків на середній жилці та знизу на пазухах вторинних жилок, основа від широко клиноподібної до майже округлої, верхівка від гострої до коротко загостреної; жилки чорнуваті, коли висихають; середня жилка вигинається до верхівки; вторинні жилки 5–9 з кожного боку середньої жилки, закінчуються зубцями. Квітконіжка дрібно запушена, 0.5–2 см. Запилюється вітром. Плодова чашечка дрібно запушена, 7–10 мм завдовжки. Горішок такої ж довжини, як чашечка, з дуже маленькими крильцями біля верхівки. Період цвітіння: квітень і травень; період плодіння: серпень — жовтень.

## Середовище
Населяє гірські хребти та вершини в листопадних лісах на висотах 1300–2300 метрів.
Зустрічається у трьох окремих районах; рослини з кожного району дещо відрізняються та розглядаються як таксономічно окремі.